# N.O.R.E.

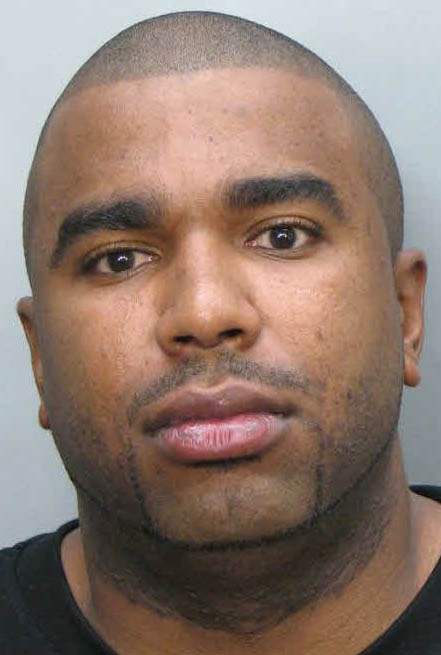
Víctor Santiago Jr.

N.O.R.E. (* 6. September 1976 in New York City; früher Noreaga, eigentlich Víctor Santiago Jr.) ist ein US-amerikanischer Rapper. Er war Mitglied von Capone-N-Noreaga und steht bei Militainment unter Vertrag.

## Leben
Geboren wurde N.O.R.E. alias Víctor Santiago Jr. 1976 in Queens, New York City. Sein Vater stammt aus Puerto Rico und seine Mutter ist Afroamerikanerin. Er befand sich im Gefängnis, wo er 1992 seinen Partner Capone kennenlernte (“Capone-N-Noreaga”). Der Name N.O.R.E. steht für „Niggaz On (the) Run Eatin'“.
N.O.R.E. ist der erste US-Rapper, der ein Reggaetonalbum aufnahm.
2004 war er beteiligt am DJ Buddha Remix von Daddy Yankees Smash-Hit Gasolina (feat. Lil Jon, Pitbull & N.O.R.E).
Des Weiteren wurde seine Person auch für das Beat 'Em Up-Spiel Def Jam Fight for New York genommen. 
Im Juni 2011 gab N.O.R.E. bekannt, dass er die Zusammenarbeit mit Def Jam, ehemals Roc-A-Fella Records, beendet hat. Kurz darauf verkündete Busta Rhymes, dass er und N.O.R.E. für mindestens eine Albumveröffentlichung zusammenarbeiten. Bei besagtem Album handelt es sich um die N.O.R.E.-LP S.U.P.E.R.T.H.U.G.

## Diskografie
Für Alben in der Gruppe Capone-N-Noreaga siehe dort.

### Studioalben
| Jahr | Titel                            | Höchstplatzierung, Gesamtwochen, AuszeichnungChartplatzierungen (Jahr, Titel, Platzierungen, Wochen, Auszeichnungen, Anmerkungen) | Höchstplatzierung, Gesamtwochen, AuszeichnungChartplatzierungen (Jahr, Titel, Platzierungen, Wochen, Auszeichnungen, Anmerkungen) | Höchstplatzierung, Gesamtwochen, AuszeichnungChartplatzierungen (Jahr, Titel, Platzierungen, Wochen, Auszeichnungen, Anmerkungen) | Anmerkungen                                               |
| Jahr | Titel                            | DE | UK | US | Anmerkungen                                               |
| ---- | -------------------------------- | --- | --- | --- | --------------------------------------------------------- |
| 1998 | N.O.R.E.                         | — | UK72 (1 Wo.)UK | US3 Gold · (19 Wo.)US | Erstveröffentlichung: 7. Juli 1998 Verkäufe: + 500.000    |
| 1999 | Melvin Flynt – Da Hustler        | DE87 (1 Wo.)DE | — | US9 Gold · (11 Wo.)US | Erstveröffentlichung: 24. August 1999 Verkäufe: + 500.000 |
| 2002 | God’s Favorite                   | — | — | US3 (16 Wo.)US | Erstveröffentlichung: 25. Juni 2002                       |
| 2006 | N.O.R.E. y la Familia…Ya Tú Sabe | — | — | US82 (2 Wo.)US | Erstveröffentlichung: 18. Juli 2006                       |
| 2007 | Noreality                        | — | — | — | Erstveröffentlichung: 28. August 2007                     |
| 2013 | Student of the Game              | — | — | US115 (1 Wo.)US | Erstveröffentlichung: 16. April 2013                      |
| 2018 | 5E                               | — | — | — | Erstveröffentlichung: 27. Juli 2018                       |

### Kompilationen
- 2014: N.O.R.E. Presents: Resource Room (mit Good Belt Gang)
- 2014: N.O.R.E. Presents: DRINKS (mit Militainment)

### Mixtapes
- 2007: Cocaine on Steroids
- 2011: The N.O.R.E.aster EP
- 2012: Crack on Steroids
- 2014: Noreaster: The 4:20 Mixtape
- 2016: Drunk Uncle

### Singles (Auswahl)
| Jahr | Titel Album                                   | Höchstplatzierung, Gesamtwochen, AuszeichnungChartplatzierungen (Jahr, Titel, Album, Platzierungen, Wochen, Auszeichnungen, Anmerkungen) | Höchstplatzierung, Gesamtwochen, AuszeichnungChartplatzierungen (Jahr, Titel, Album, Platzierungen, Wochen, Auszeichnungen, Anmerkungen) | Höchstplatzierung, Gesamtwochen, AuszeichnungChartplatzierungen (Jahr, Titel, Album, Platzierungen, Wochen, Auszeichnungen, Anmerkungen) | Anmerkungen                                                                                                 |
| Jahr | Titel Album                                   | DE | UK | US | Anmerkungen                                                                                                 |
| ---- | --------------------------------------------- | --- | --- | --- | --- |
| 1998 | Superthug N.O.R.E.                            | DE74 (6 Wo.)DE | UK91 (1 Wo.)UK | US36 (13 Wo.)US | Erstveröffentlichung: 21. September 1998                                                                    |
| 2002 | Nothin’ God’s Favorite                        | — | UK11 (11 Wo.)UK | US10 (24 Wo.)US | Erstveröffentlichung: 3. Juni 2002 feat. Pharrell Williams                                                  |
| 2003 | Crashin’ a Party Almost Famous                | — | UK55 (2 Wo.)UK | — | Erstveröffentlichung: 23. September 2003 Lumidee feat. N.O.R.E.                                             |
| 2004 | Oye Mi Canto N.O.R.E. y la Familia…Ya Tú Sabe | — | — | US12 Gold · (22 Wo.)US | Erstveröffentlichung: 30. August 2004 feat. Nina Sky, Daddy Yankee, Big Mato & Gem Star Verkäufe: + 500.000 |